# Anna Incerti
Anna Incerti (ur. 19 stycznia 1980 w Palermo) – włoska lekkoatletka specjalizująca się w biegach długodystansowych, przede wszystkim w maratonie. Uczestniczka letnich igrzysk olimpijskich w Pekinie (2008). Zajęła trzecie miejsce podczas mistrzostw Europy w Barcelonie (2010) w biegu maratońskim jednak po dyskwalifikacji za doping zwyciężczyni rywalizacji Živilė Balčiūnaitė oraz drugiej na mecie Naili Jułamanowej przypadł jej złoty medal tych zawodów.

## Finały olimpijskie
- 2008 – Pekin, bieg maratoński – 14. miejsce
- 2012 – Londyn, bieg maratoński – 29. miejsce

## Inne sportowe sukcesy
- 2003 – Taegu, letnia uniwersjada – brązowy medal w biegu na 10 000 m
- 2003 – mistrzostwa Włoch – złoty medal w biegu maratońskim
- 2003 – Florencja, maraton florencki – I miejsce
- 2006 – Göteborg, mistrzostwa Europy – IX miejsce w biegu maratońskim
- 2008 – Mediolan, maraton mediolański – I miejsce
- 2009 – Pescara, igrzyska śródziemnomorskie – złoty medal w półmaratonie
- 2009 – mistrzostwa Włoch – złoty medal w biegu na 10 000 m
- 2010 – Barcelona, mistrzostwa Europy – złoty medal w biegu maratońskim

## Rekordy życiowe
- bieg na 3000 metrów – 9:09,42 – Rovereto 10/09/2003
- bieg na 5000 metrów – 15:29,06 – Katania 08/05/2009 / 15:15,5mx – 01/06/2011
- bieg na 10 000 metrów – 33:19,01 – Lumezzane 11/05/2003
- bieg na 10 kilometrów – 32:08 – Houilles 18/12/2011 i Ostia 26/02/2012
- bieg na 15 kilometrów – 48:24 – Ostia 26/02/2012
- półmaraton – 1:08:18 – Ostia 26/02/2012
- maraton – 2:25:32 – Berlin 25/09/2011